# Vlijmens Ven

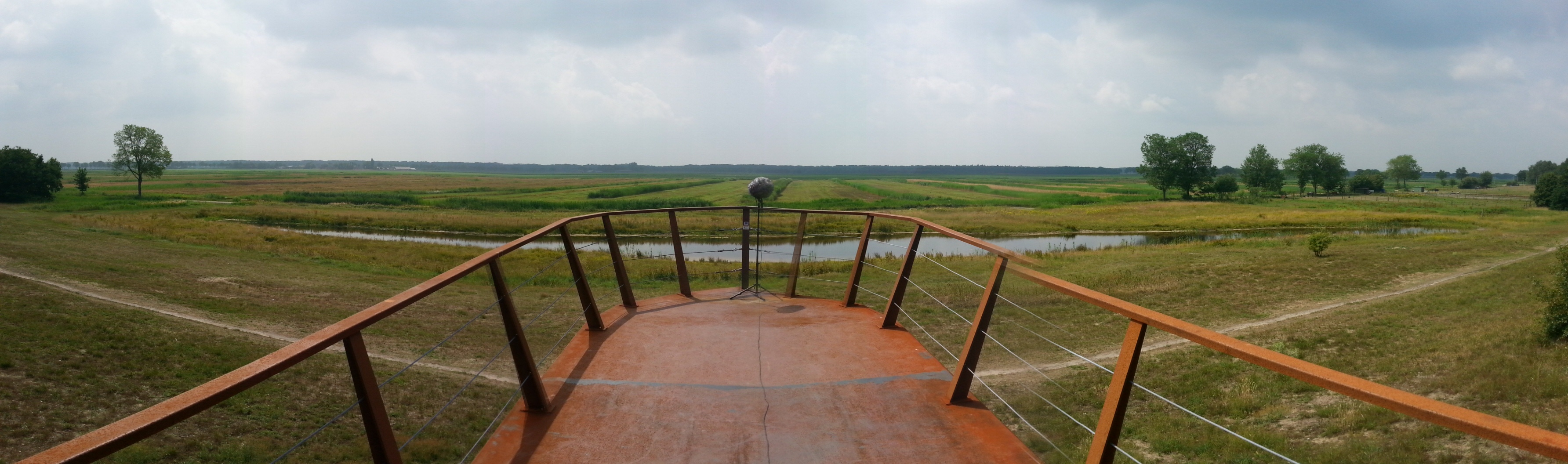
Uitzicht op het Vlijmens Ven vanuit uitkijkpunt de Loonse Vaert

Het Vlijmens Ven is een natuurgebied ten zuiden van Vlijmen in de Nederlandse provincie Noord-Brabant. Het vormt samen met het aangrenzende Moerputten en Bossche Broek een Natura 2000 gebied.
Het laaggelegen gebied werd vroeger gebruikt als overlaatgebied voor het water dat van de zuidelijk gelegen dekzandruggen afstroomde. Door dit gebied loopt de Vlijmens Vense Hoofdloop die uitkomt op de Bossche Sloot. Op de Vlijmens Vense Hoofdloop wateren een groot aantal sloten af.
Het gebied bestaat uit hooi- en weilanden en natuurgebieden in beheer van de Vereniging Natuurmonumenten.
Hoewel het gebied van verdroging te lijden heeft gehad is er veel kwel voorhanden. Door het verwijderen van de bouwvoor kunnen daardoor weer natte en voedselarme omstandigheden met bijbehorende zeldzame plantengroei ontstaan. Broedvogels zijn buizerd en havik en verder komt de das voor in dit gebied.

## Loonse turfvaart
In het gebied is een uitkijkpunt gerealiseerd in de vorm van een turfschuit. Het gebied heeft zijn karakteristieke aanzicht te danken aan de middeleeuwse turfvaart.  
Eind 14e eeuw begon de heer van Venloon met de aanleg van een turfvaart. Deze vaart liep ook door dit gebied via Drunen en Vlijmen naar 's-Hertogenbosch. 